# Ватиканські сади

Мапа Ватикана. Сади позначені зеленим кольором

41°54′11″ пн. ш. 12°27′2″ сх. д. / 41.90306° пн. ш. 12.45056° сх. д.
Ватика́нські сади́ (італ. Giardini Vaticani) — це садово-паркова зона Ватикана, яка покриває понад половину його загальної території. Значна частина садів Ватикану штучна. Територія між Леонінською стіною й місцем адміністрації Ватикану — найбільш незаймана частина садів: ліс із сосни італійської, інших сосен, дуба кам'яного, кипариса, кедра та пальм характеризують горбисту місцевість. Сади перетинаються широкою мережею доріжок. Загальний доступ громадськості до садів відсутній, але екскурсії з обмеженими можливостями доступні.

## Загальні відомості
Сади відмежовані Ватиканською стіною з півночі, півдня і заходу. Східна сторона, яка межує з Собором Святого Петра і  Ватиканськими музеями, є найбільш упорядкованою і доглянутою. На території садів розташована невелика кількість будівель, зокрема будинок Радіо Ватикана. Сади займають близько 23 гектарів. Найвища точка — 60 метрів над рівнем моря. 
Сади і парки були створені в епоху Ренесансу та бароко і відповідно прикрашені фонтанами і скульптурами. Західна частина Ватикану характеризується міцними туфовими покладами. Під породою є кілька підземних джерел води, які колись гарантували Папі безпечне водопостачання, а також підтримували субтропічну, щільну вегетацію садів. 
Флора садів досить різноманітна і ця територія вважається біотопом і прихистком для багатьох видів тварин, особливо дрібних тварин та птахів. Найважливіші види включають різні види кажанів (див. докладніше Список ссавців Ватикану), а також птахи, зокрема папугоподібних і плазуни (ящірки, змії).

## Історія

Ватиканські сади. Вигляд з вікна Галереї географічних карт

За переказами, землі Ватиканських садів були посипані землею, привезеною з Голгофи Святою Оленою, щоб символічно сполучити кров Христа з кров'ю, пролитою першими християнами, які загинули в часи неронівських гонінь.
Появу садів відносять до часів Середньовіччя, коли сади і виноградники поширились на території, що з півночі прилягають до папського Апостольського палацу.  У 1279 році папа Миколай III (Джованні Гаетано Орсіні, 1277–1280) переніс свою резиденцію назад у Ватикан з Латеранського палацу і обгородив цю територію стінами.  Він посадив фруктовий сад (pomerium), газон (pratellum) і сад для відпочинку (viridarium). Фруктовий сад в часи пізнього Середньовіччя втрачає своє господарське значення. В 1485 году папа Інокентій VIII розпочинає тут будівництво Бельведера (нині — частина Ватиканських музеїв). 
В 1559 році за часів папи Пія IV у північній частині садів створюється декоративний парк у стилі епохи Ренесансу, в центрі якого будується будинок казіни у стилі маньєризму. 1578 року папа Григорій XIII будує тут Башту вітрів, у якій розмістив свою астрономічну обсерваторію. 
Періодом найвищого архітектурного розвитку садів вважають шістнадцяте і сімнадцяте століття, коли над об'єктами садів працювали такі знані художники, гравери і архітектори, як Донато Браманте, Пірро Лігоріо (Садовий павільйон Пія IV), Антоніо Темпеста, Джованні Батіста Фальда. В ці часи відродженню садів сприяло будівництво на їх території фонтанів, статуй і храмів. 1607 року, завдяки додатковому підводу води від озера Браччіано, яке розташоване за 40 км від садів, майстри з Нідерландів створюють в садах різноманітні фонтани, каскади та інші водні споруди.
За часів папства  Юлія II озеленення садів здобуло нового дихання. В початковий проєкт Донато Браманте було внесено зміни, які передбачали створення трьох внутрішніх дворів у пейзажному стилі Ренесансу: Двір Бельведера (1503–1545), Двір бібліотеки, Двір соснової шишки. У цьому ж стилі був спроєктований великий прямокутний Лабіринт, обрамлений італійськими пініями та ліванськими кедрами. Замість огорожі, спорудженої за Миколая III, Браманте побудував великі оборонні стіни прямокутної форми.
У другій половині XVII століття територію Садів все більше використовують для ботанічних цілей. За каденції папи Климента XI тут висаджують рідкісні види субтропічних рослин. Починаючи з 1850 року значна частина Садів була розбита за зразком англійського паркового мистецтва. 1888 року папою  Левом XIII тут було відкрито Ватиканський зоопарк.
В 1976 році в західній частині Садів відкрито вертолітний аеровокзал Ватиканський геліпорт, який зв'язує Ватикан з міжнародними аеропортами Фіумічіно і Чампіно. 
Вхід до Садів дозволено за попередньої домовленості у супроводі гіда у понеділок, вівторок, четвер і суботу (крім святкових днів) з 10:00 до 12:00, час закриття — 14:00.

## Будівлі

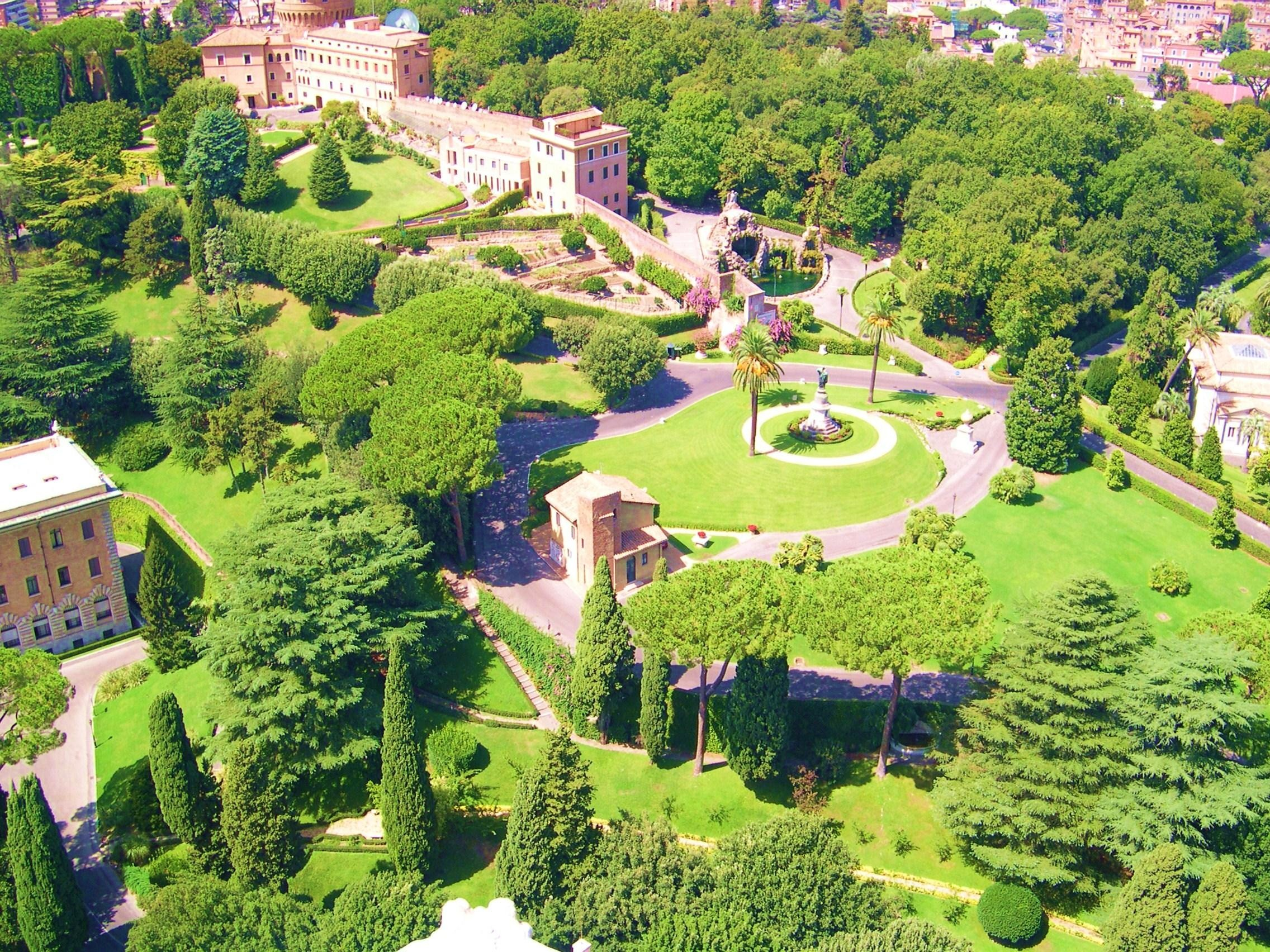
Монастир Матері Церкви (Mater Ecclesiae)

- Монастир Матері Церкви (Mater Ecclesiae)
- Передавальний центр Marconi
- Леонінська стіна
- Папський ефіопський колледж
- Губернаторський палац
- Церква Санто-Стефано дельї Абіссіні
- Радіо Ватикана
- Ватиканський вокзал
- Ватиканська судова палата
- Палац Казіна (нині Папська академія наук)
- Палаццо Сан-Карло
- Башта Вітрів
- Вежа Галлінаро
- Вежа Іоанна
- Будинок архіпасторів